# WUXGA
WUXGA (ang. Widescreen Ultra Extended Graphics Array) – standard rozdzielczości ekranu wynoszący 1920×1200 pikseli (2 304 000 pikseli) przy proporcji ekranu 16:10.
Jest to wersja panoramiczna standardu UXGA. Dzięki swoim rozmiarom format ten doskonale nadaje się do odtwarzania materiałów HD (filmy HD, telewizja HDTV) w ich rzeczywistej rozdzielczości 1920×1080 pikseli.
Zastosowany tu format 16:10 pozwala na oglądanie dwóch stron tekstu ułożonych obok siebie, co jest przydatne przy pracy z tekstem.
Rozdzielczość WUXGA jest równa 2,3 megapiksela. Nieskompresowana 24-bitowa kolorowa pixmapa (po 8 bitów na kanał) w tej rozdzielczości ma rozmiar 6,6 MiB.
Rozdzielczość jest dostępna w monitorach o rozmiarach 23″–28″ i notebookach 15,4″–17″ i projektorach.

Standardowe rozdzielczości ekranowe